# Sohlbergtunnel
Der Sohlbergtunnel ist ein 1.729 m langer Eisenbahntunnel der Schnellfahrstrecke Hannover–Würzburg (Streckenkilometer 66,6 bis km 68,4). Er durchquert den 280 m hohen Sohlberg auf dem Gebiet der Gemarkung Ahlshausen der niedersächsischen Stadt Einbeck.

## Verlauf
Das Südportal liegt bei Streckenkilometer 68,376.
Die Trasse verläuft im Tunnel Richtung Süden weitgehend in einer Linkskurve. Die Gradiente steigt Richtung Süden kontinuierlich an, flacht aber vom Nordportal (8,199 Promille Steigung) zum Südportal hin (3,350 Promille) in ihrem Verlauf kontinuierlich ab. Die maximale Überdeckung liegt bei 75 m.
Auf der gesamten Länge werden Schichten des Mittleren Buntsandsteins durchfahren. Von Nord nach Süd handelt es sich dabei um die Folgen Sölling (sm5), Hardegsen (smH), Derfurth (smD) und Volpriehausen (smV).
Nördlich schließt sich an den Tunnel ein 60 m langer und bis zu 5 m hoher Damm an, der in einen ein Kilometer langen Einschnitt von bis zu 125 m Breite bzw. 20 m Tiefe übergeht. Darauf folgt die 1.056 m lange Auetalbrücke.
Südlich folgt ein kurzer Einschnitt, der bei Kilometer 68,422 in einen rund 50 m langen Damm übergeht. Anschließend  folgt eine Brücke über das Wambachtal (km 68,470 bis km 68,532). Nach einem weiteren, 50 m langen Damm folgt ab km 68,580 ein 880 m langer und durchschnittlich 14 m tiefer Einschnitt. Bei km 69,464 schließt sich der Kriebergtunnel an.

## Geschichte

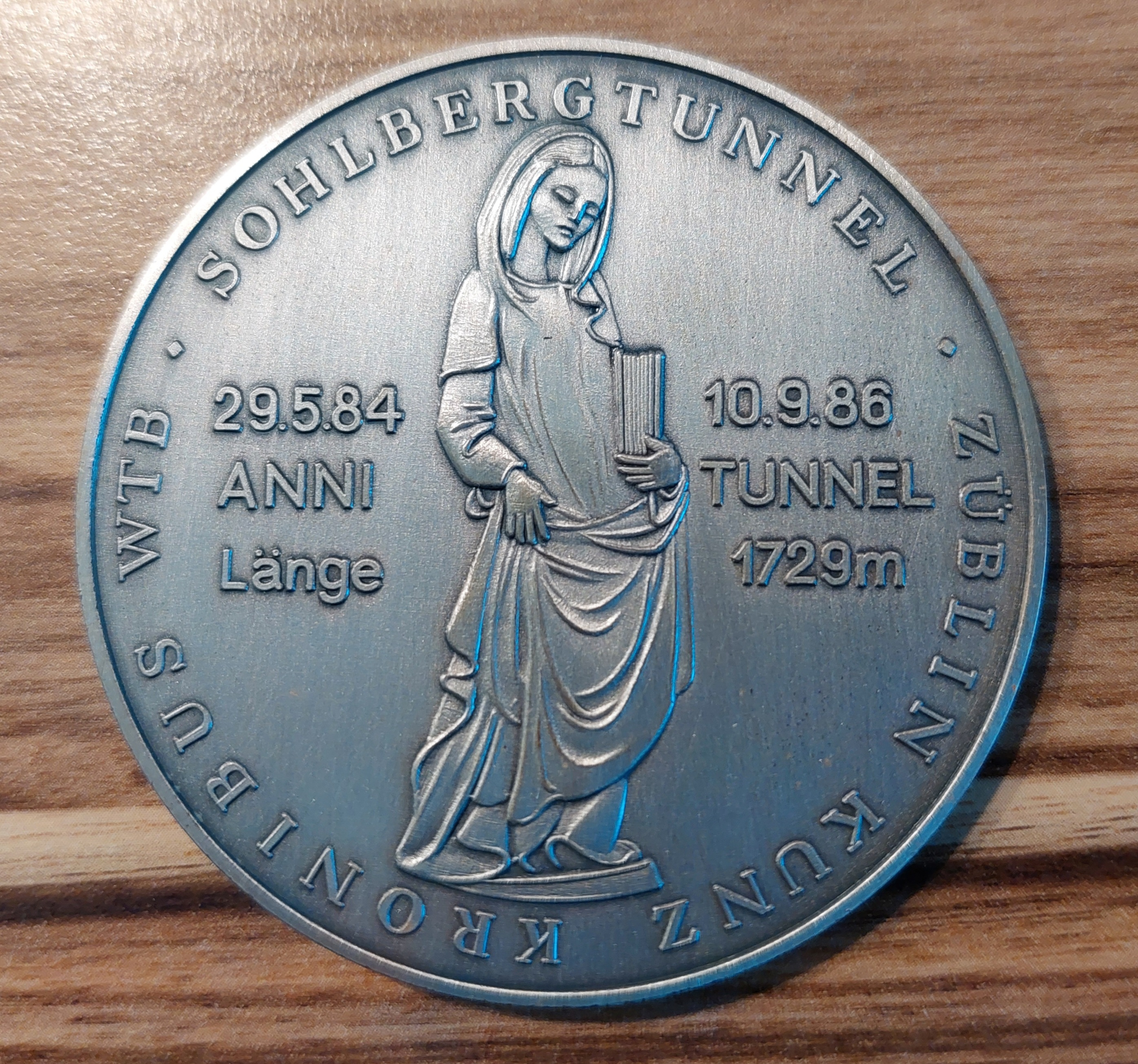
Medaille zur Eröffnung des Tunnels am 10. September 1986

### Planung
Der Tunnel gehörte weitgehend zum Planfeststellungsabschnitt 2.14 der Neubaustrecke. Der Nordabschnitt (Baukilometer 67,450 nordwärts) lag dagegen im Abschnitt 2.13.
Bereits 1982 lag die geplante Länge des Bauwerks bei 1729 m.
Im Rahmen der geologischen Vorerkundung wurden Probebohrungen im Abstand von 100 m gesetzt.

### Bau
Als Tunnelpatin fungierte Anni Schreiber, Ehefrau des Ortsbürgermeisters im Nachbardorf Opperhausen. Sie löste am Baubeginn die erste Sprengung aus.
Der Tunnel wurde vollständig in bergmännischer Bauweise von Nord nach Süd steigend aufgefahren. Die Vortriebsarbeiten begannen im Mai 1984 (andere Quellen: April 1984) und endeten im Mai 1985. Die Bausumme lag bei 35 Millionen D-Mark.
Im Dezember 1984 waren 580 m vorgetrieben.
Insgesamt wurden 210.000 m³ Material ausgebrochen, weitere 49.000 m³ Massen fielen beim Aushub der Voreinschnitte an. Insgesamt wurden 42.000 m³ Beton und 2.000 t Stahl aufgewendet. Die Außenschale wurde 35 cm dick ausgeführt.
Nach anderen Angaben seien 780.000 Kubikmeter Material aus dem Sohlbergtunnel auf einer 11,8 Hektar großen Deponie bei Opperhausen gelagert worden. Diese zuvor landwirtschaftlich genutzte Fläche sei aufgeforstet worden. Der Standort sei im Einvernehmen mit Naturschutzbehörden und Landwirten ausgewählt worden.
Die Bauarbeiten endeten 1986. Mit dem Bau beauftragt waren die Unternehmen Ed. Züblin (Hannover), A. Kunz GmbH (Essen), F. u. N. Kronibus GmbH & Co KG (Kassel) und Walter-Thosti-Boswau AG (Hannover). Der Tunnel wurde von Mineuren  aus Süddeutschland, Österreich und Jugoslawien gebaut.